# Манастир Боан Кадића
Манастир Боан Кадића је манастир Српске православне цркве Манастир Светог Великомученика Димитрија, једног од највећих хришћанских великомученика, помиритеља који је за живота проклео све оне који би покушали да га освете и казне његове мучитеље, је најљепши примјер хришћанског праштања од стране страдалничког братства Кадића из Бјелопавлића.

## Садашњост
Изградња манастира је почела прилично спонтано. Прво су исконске комшије Кадића: Калезићи, Богетићи, Вучековићи, Бобичићи, Шарановићи, Разићи и други отпочели пробој 780 метара колског пута до кућишта Тодора Кадића на Боану, а потом је покренута акција да се сагради храм и почели се јављати Кадићи и они који воде поријекло од Кадића. На првом окупљању у Боану, приликом освештања темеља цркве Светог Димитрија, окупило се око двије стотине Кадића, затим Кљајића, Пешића, Павловића и других који потичу од Кадића, а живе разасути од Подгорице до Горње Мораче и Колашина, Од Бијелог Поља до Берана, од Пљеваља до Београда, Сарајева, Бањалуке, Приједора...Многи су на мукама промијенили не само име и крсну славу, него и вјеру. Има доста Кадића муслиманске вјероисповијести, а неки су, као на примјер Цикотићи из Васојевића, сем вјере промијенили и презиме. Вријеме је показало да потомци Кадићи ништа племенитије нијесу могли урадити од подизања светиње која ће постати примјер хришћанског праштања на овим просторима.

## Изградња
Архиепископ цетињски митрополит црногорско-приморски господин Амфилохије служио је 28. фебруара 2016. г, са свештенством Свету службу Божију у манастиру Светог Димитрија на Боану Кадића. Послије службе у име братства Кадића присутнима се обратио Милорад Дуди Кадић, некадашњи градоначелник Даниловграда, и митрополиту Амфилохију предао документ са потписима братственика којим се њихова задужбина предаје у власништво Митрополији црногорско-приморској.
Новоподигнути манастир је једно вријеме био мушки манастир у коме је био игуман схимонах Лука, родом из Дамаска из Сирије. Од 2016. године установљен је као женски манастир. Данас је Боан страдалничког братства Кадића постао мјесто молитве за покој душе и књаза Данила и Тодора Кадића и књаза и краља Николе и свих потомака братства Кадића, ма гдје се они налазили, да би завладао мир и помирење у потомцима и Петровића и Кадића.